# Darline Nsoki
Darline Nsoki, née le 9 novembre 1989 à Clermont-Ferrand, est une joueuse française de basket-ball. Elle joue principalement au poste d'ailière.

## Biographie
Après une année en Ligue féminine de basket, elle retourne en Ligue 2 à Toulouse, club avec lequel est retrouve la LFB. Toutefois, victime d'un accident de la route avant le début du championnat, sa saison (6 points et 3,1 rebonds) est tronquée, d'où a décision de reprendre en 2013-2014 en Ligue 2 à Strasbourg.
Avec 11,1 points et 7,6 rebonds en 2014-2015, elle prolonge d'une saison supplémentaire en Alsace

## Clubs
| Saisons   | Équipe                            | Pays   |
| 2000-2005 | Clermont-Ferrand                  | France |
| 2005-2008 | Valenciennes                      | France |
| 2008-2010 | Strasbourg Illkirch Graffenstaden | France |
| 2010-2011 | Tarbes GB                         | France |
| 2011-2013 | Toulouse Métropole Basket         | France |
| 2013-     | Strasbourg Illkirch Graffenstaden | France |

## Palmarès

### Jeune
- Médaille d'or au championnat d'Europe U20 2009[5].